# Harry Siljander
Harry Siljander (Helsinki, 10 de diciembre de 1922 – Espoo, 5 de mayo de 2010) fue un boxeador de Peso semipesado finlandés. Consiguió la medalla de bronce en los los Juegos Olímpicos de Helsinki 1952, perdiendo en la semifinal ante Norvel Lee. Anteriormente, en los Londres 1948 fue eliminador por el campeón olímpico, el estadounidense George Hunter en los cuartos de final y acabó quinto. 
Siljander practicó primero patinaje de velocidad y natación pero cambió al boxeo en 1940 mientras servía en el ejército finlandés. En 1943 ganó el Campeonato militar y, en 1946, segundo en el Campeonato Nacional. En 1947 cambió su peso de los medios a semipesados y conseguiría cinco títulos nacionales de 1947 a 1950 y 1952. Se retiró en 1952 y, a partir de allí, trabajó como carnicero en Helsinki hasta 1986. En 2005 fue honorado con al entrada en el Salón de la Fama del boxea de Finlandia.

## Resultados olímpicos
Harry Siljander compitió en los Juegos Olímpicos de 1952 en la categoría de Semipesados. Estos fueron sus resultados:
- Segunda ronda: venció a Dumitru Ciobotaru de Rumanía por decisión de 2 a 1.
- Cuartos de final: venció a Karl Kistner de Alemania por decisión de 2 a 1.
- Semifinal: derrotado por Norvel Lee de los Estados Unidos por decisión unánime.[2]